# 칠리 독
칠리 독(Kevin Of The North, Chilly Dogs)은 영국에서 제작된 봅 사피어스 감독의 2001년 모험, 코미디 영화이다. 스키트 울리치 등이 주연으로 출연하였고 토머스 헤드만 등이 제작에 참여하였다. 개봉 예정 제목은 북극으로 간 사나이이다.

## 출연

### 주연
- 스키트 울리치
- 나타샤 헨스트리지
- 레슬리 닐슨

### 조연
- 로슬린 먼로
- 릭 메이올

## 제작진
- Line PD: 리사 타워스
- 공동제작: 리사 리처드슨
- 미술: 크리스 오거스트
- 배역: 도날드 폴 펨릭
- 배역: 딘 E. 프롱크